# 셸리 레그너
셸리 레그너(Shelley Regner, 1988년 12월 21일 ~ )는 미국의 배우, 영화배우이다.
배턴루지에서 태어났다.

## 영화
- 피치 퍼펙트 3 (2017년) - 애슐리 역
- 왓 해픈드 라스트 나이트 (2016년)
- 피치 퍼펙트: 언프리티 걸즈 (2015년) - 애슐리 역
- 피치 퍼펙트 (2012년)